# Джонні Епплсід
Джонні Яблучне Зерня, або Джонні Епплсід (англ. Johnny Appleseed справжнє ім'я Джон Чепмен англ. John Chapman) — садівник, що став за життя американською легендою фольклору, національним героєм США через те, що у XIX ст. посадив яблучне насіння у штатах Америки Пенсільванії, Онтаріо, Огайо, Іллінойсу, Індіани і північних районах теперішньої Західної Вірджинії. Він дотримувався вчення теософа Еммануїла Сведенборга, який підтримував ідею благодіяння та засуджував матеріалізм. Джонні був місіонером сведенборгіанської церкви. Його подвиги увіковічнені у багатьох музеях та історичних місцях, таких як Музей Джонні Яблучного Зерняти англ. Johnny Appleseed Museum в Урбані у штаті Огайо та Центрі Спадщини Джонні Яблучного Зерняти англ. Johnny Appleseed Heritage Center між Лукасом та Міффліном у штаті Огайо.

## Походження
Джон Чепмен народився 26 вересня 1774 року в Леомінстері, Массачусетс другою дитиною після його сестри Елізабет у родині Натанієла та Елізабет Чепмен (до шлюбу Сімондс), що одружилися 8 лютого 1770 року. На місці його народження знаходиться позначка з граніту і вулиця названа Дорога Джонні Яблучного Зерняти англ. Johnny Appleseed Lane.
Поки Натанієл відбував військову службу, його дружина померла 18 липня 1776 року одразу після народження другого сина Натанієла. Немовля померло через два тижні після смерті матері. У 1780 році батько, Натанієл Чепмен закінчив службу у війську і повернувся додому у Лонґмідов у штаті Массачусетс. Влітку 1780 року він одружився з місцевою жителькою Люсі Кулі і вони мали ще 10 дітей.
Згідно з деякими джерелами, 18-річний Джон переконав свого 11-річного зведеного брата Натанієла супроводжувати його у подорожі на захід у 1792 році. Дует проводив вочевидь кочівне життя аж поки їхній батько переїхав зі своєю великою родиною на захід у 1805 році і зустрівся з ними в Огайо. Натанієл молодший вирішив зупинитися і допомогти батьку обробляти землю.
Незабаром після того, як шляхи братів розійшлися, Джон пішов переймати досвід фруктового садівника Кроуфорда, який мав яблучні сади, тим самим надихаючи Джонні на життєву подорож садіння яблунь.

## Прямуючи до кордону
Деякі історії розповідають, що Джонні Яблучне Зерня практикувався у лісництві у районі Вілкса-Барре, штат Пенсільванія та збирав яблучне насіння з макухи біля сидрових млинів на річці Потомак наприкінці 1790-х рр Another story has Chapman living in Pittsburgh, Pennsylvania, on Grant's Hill in 1794 at the time of the Whiskey Rebellion..
Чепмен почав подорожувати країною наприкінці XVIII ст. Він побував в Пенсільванії, Огайо, Іллінойсі та Індіані. Подорожуючи своїм маршрутом, Чепмен займався посівом яблучного насіння, за що його і прозвали «Джонні Епплсід».
Американська фольклорна традиція змальовує Чепмена як добру та лагідну людину, з досить-таки дивним одягом. Одежа його була пошита з мішковини, на голові замість капелюха яснів горнець, а також він не носив жодного взуття.
Деякі розповіді містять історію про те, що його супутником у подорожі був великий чорний вовк, якого йому вдалося приручити, звільнивши з мисливського капкана. Також кажуть, що одного разу, коли гримуча змія намагалася вкусити Епплсіда, її отруйні зуби не зуміли прокусити затверділу шкіру ступні подорожувальника.
Джон Чепмен помер у березні 1845 року. Його могила знаходиться в Форт Вейні, Індіана.